# Karen Jespersen
Karen Moustgaard Jespersen, née le 17 janvier 1947 à Copenhague (Danemark), est une femme politique danoise. Membre de la Social-démocratie puis de Venstre (V), elle a plusieurs fois été ministre.

## Biographie
Karen Jespersen étudie l'histoire et l'archéologie à l'université de Copenhague, dont elle est diplômée en 1977. Lors des trois dernières années de ses études, elle travaille également pour le journal de gauche Politisk Revy (en). Après son diplôme, elle travaille pour Dagbladet Information, puis à partir de 1984 pour le journal télévisé de la télévision publique.
Engagée au sein des Sociaux-démocrates, elle est élue députée au Folketing pour la première fois lors des élections législatives du 12 décembre 1990.
Quand le social-démocrate Poul Nyrup Rasmussen devient Premier ministre le 25 janvier 1993, elle est nommée ministre des Affaires sociales dans son gouvernement. Le 28 janvier 1994, elle est remplacée par Bente Juncker à l'occasion d'un remaniement ministériel.
Elle est réélue pour un deuxième mandat de députée lors des élections législatives de septembre 1994. Elle retrouve son poste de ministre des Affaires sociales dans le gouvernement formé après le scrutin. Elle est maintenue à ce rôle dans le troisième gouvernement de Nyrup Ramussen, formé en décembre 1996 après le départ des Démocrates du centre de la coalition.
Elle est réélue pour un troisième mandat lors des élections législatives de mars 1998, puis est reconduite au ministère des Affaires sociales dans le quatrième gouvernement Nyrup Ramussen formé après le scrutin. Lors d'un remaniement ministériel le 23 février 2000, elle devient ministre de l'Intérieur. En septembre 2000, elle suscite la controverse au sein de la majorité avec des propositions radicales en matière d'immigration, dont l'isolement des demandeurs d'asile criminels sur une île déserte.
Elle remporte un quatrième mandat de députée lors des élections législatives de novembre 2001, à l'issue desquelles les sociaux-démocrates retournent dans l'opposition. En octobre 2004, elle annonce démissionner de son mandat de députée, en raison de désaccords avec la direction de son parti. Sa position en matière d'immigration s'est en effet fréquemment retrouvée en opposition avec celle de son groupe, et elle s'est opposée aux négociations pour l'adhésion de la Turquie à l'Union européenne,. Elle quitte le Folketing le 10 novembre.
Le 14 janvier 2007, elle annonce ne plus être membre des Sociaux-démocrates. Dans les semaines suivantes, elle annonce rejoindre le parti libéral Venstre et se présenter sous cette nouvelle étiquette aux prochaines élections législatives. 
Le 12 septembre de la même année, à l'occasion d'un remaniement dans le gouvernement d'Anders Fogh Rasmussen, elle devient ministre des Affaires sociales et ministre de l'Égalité des chances. Elle devient alors la première personnalité politique à avoir représenté les deux tendances politiques (gauche et droite) au gouvernement. Elle fait son retour au Folketing à l'occasion des élections législatives anticipées du 13 novembre. Lors du troisième gouvernement Fogh Rasmussen formé après le scrutin, elle conserve son rôle de ministre de l'Égalité des chances, et prend la tête du nouveau ministère du Bien-être social, qui réunit les portefeuilles de l'Intérieur, de la Famille et de la Consommation, et des Affaires sociales.
Le 3 avril 2009, elle annonce son intention de quitter ses fonctions ministérielles, évoquant l'ampleur de ses responsabilités. Elle quitte formellement le gouvernement la semaine suivante, lorsqu'un nouveau gouvernement est formé quand Lars Løkke Rasmussen devient Premier ministre.
Elle est réélue députée au Folketing lors des élections législatives de septembre 2011. En juillet 2012, elle annonce qu'elle quittera la vie politique à la fin de la législature. Son mandat prend fin avec les élections législatives de juin 2015.

## Ouvrage
Par ailleurs, elle a écrit avec son mari Ralf Pittelkow, le commentateur politique et ancien conseiller de Poul Nyrup Rasmussen, Islamistes et Nativistes : acte d'accusation, qui traite de la sous-estimation de la menace islamiste. L'ouvrage est un best-seller au Danemark.